# Genypterus chilensis
El congrio colorado (Genypterus chilensis) es una especie de pez de la familia Ophidiidae. Debe su nombre común al color rojizo de su vientre, garganta y labios. 
Se encuentra en Chile, en los mares, cerca del fondo rocoso, donde se alimenta principalmente de crustáceos. Con un cuerpo alargado, es una de las tres especies de congrio que hay en Chile, las otras dos son el congrio negro (Genypterus maculatus) y el congrio dorado (Genypterus blacodes).

## Distribución en Chile
Aparece en el océano Pacífico suroriental.
En Chile se encuentra desde Arica por el norte (18º25'S) hasta Archipiélago de los Chonos por el sur (47º75'S), entre los 20 y 150 metros en la zona norte y centro del país y desde Chiloé al sur  está entre la zona intermareal y los 100 metros de profundidad.